# Interstate 97
Pour les articles homonymes, voir I97 et Route 97.
L'Interstate 97 (I-97) est une autoroute sud-nord dans l'est des États-Unis. Elle se situe entièrement dans le comté d'Anne Arundel, au Maryland. Elle parcourt 17,62 miles (28,36 km) depuis la US 50 / US 301 à Parole, près d'Annapolis, vers le nord jusqu'à l'I-695 et l'I-895 à Brooklyn Park, près de Baltimore. L'autoroute est le lien principal entre Baltimore et Annapolis. Elle relie également les communautés de Crownsville, Millersville, Severna Park, Glen Burnie et Ferndale à Washington. Il s'agit de la deuxième autoroute principale la plus courte, après l'I-87 en Caroline du Nord, mais de l'autoroute complète la plus courte. En effet, bien que l'I-87 soit plus courte, elle est toujours en construction. L'I-97 demeure toutefois la seule autoroute Interstate principale (i.e. à deux numéros) à n'être que dans un seul comté.

## Description du tracé

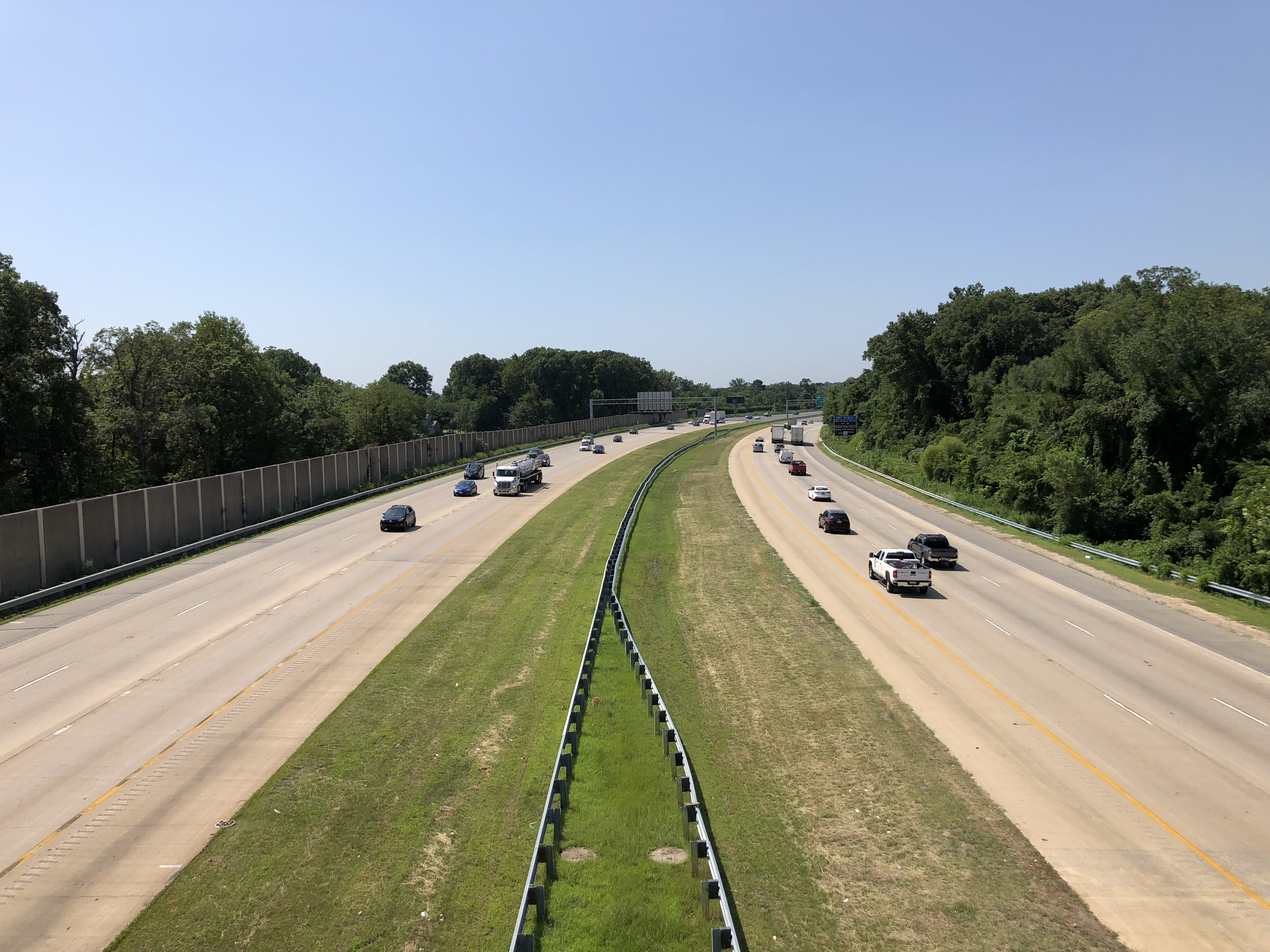
I-97 nord à Crownsville

L'I-97 débute à la jonction avec la US 50 / US 301 (John Hanson Highway) aux limites de la communauté de Parole, à l'ouest d'Annapolis. À partir de là, l'I-97 se dirige vers le nord-ouest Elle passe à l'ouest de Crownsville et rencontre un échangeur avec la MD 32 et la MD 3. À cet endroit, l'I-97 bifurque vers le nord.
L'I-97 continue vers le nord en direction de Baltimore. Elle rencontre la MD 100 un peu au sud de l'Aéroport international Thurgood Marshall de Baltimore, avant de passer à l'est de celui-ci. Elle continue au nord dans la communauté de Ferndale avant de prendre fin à la jonction avec l'I-695. La route se continue au-delà du terminus nord comme route collectrice qui permet d'accéder à l'I-895 nord.

## Liste des sorties
| Interstate 97     |               |       |       |        |                                                                                               |                                                                                |
| Comté             | Municipalité  | mi    | km    | Sortie | Intersections / Destinations                                                                  | Notes                                                                          |
| Anne Arundel      | Parole        | 0,00  | 0,00  | —      | US 50 / US 301 – Annapolis, Bay Bridge, Richmond, Washington                                  | I-595 (non-indiquée)                                                           |
| Anne Arundel      | Crownsville   | 5,19  | 8,35  | 5      | MD 178 (en) – Crownsville, Fairgrounds                                                        | Sortie direction sud, entrée direction nord                                    |
| Anne Arundel      | Millersville  | 6,71  | 10,80 | 7      | MD 32 (en) ouest / MD 3 (en) sud – Bowie, Odenton                                             |                                                                                |
| Anne Arundel      | Severna Park  | 9,67  | 15,56 | 10     | Benfield Boulevard / Veterans Highway – Severna Park                                          | Indiqué sortie 10A (est) et 10B (ouest) en direction sud                       |
| Anne Arundel      | Glen Burnie   | 12,10 | 19,47 | 12     | MD 3 Bus. (en) nord / New Cut Road – Glen Burnie                                              |                                                                                |
| Anne Arundel      | Glen Burnie   | 13,29 | 21,39 | 13     | MD 174 (en) (Quarterfield Road)                                                               |                                                                                |
| Anne Arundel      | Glen Burnie   | 13,84 | 22,27 | 14     | MD 100 (en) – Gibson Island, Ellicott City                                                    | Indiqué sortie 14A (est) et 14B (ouest)                                        |
| Anne Arundel      | Glen Burnie   | 14,80 | 23,82 | 15     | MD 176 (en) (Dorsey Road) – Glen Burnie, Aéroport international Thurgood Marshall, Light Rail | Pas de sortie en direction sud; indiqué sortie 15A (est) et 15B (ouest)        |
| Anne Arundel      | Glen Burnie   | 15,07 | 24,25 | 15     | MD 162 (en) (Aviation Boulevard) – Aéroport international Thurgood Marshall                   | Sortie et entrée en direction sud                                              |
| Anne Arundel      | Ferndale      | 15,58 | 25,07 | 16     | MD 648 (en) (Baltimore-Annapolis Boulevard) – Ferndale, Glen Burnie                           |                                                                                |
| Anne Arundel      | Ferndale      | 17,46 | 28,10 | 17     | I-695 – Baltimore, Towson, Key Bridge, Dundalk                                                | Indiqué sortie 17A (ouest) et 17B (est) en direction nord; sortie 4 de l'I-695 |
| Anne Arundel      | Brooklyn Park | 17,62 | 28,36 | —      | Vers I-895 nord (Baltimor Harbor Tunnel Thruway) / MD 648 (en) – Port de Baltimore, Ferndale  | Continue au nord comme route collectrice de l'I-895                            |
| - Accès incomplet |               |       |       |        |                                                                                               |                                                                                |